# Stazione di Guarda (Svizzera)
La stazione di Guarda è la stazione passante della ferrovia dell'Engadina, gestita dalla Ferrovia Retica.
È posta a est dal centro abitato di Guarda.

## Storia
La stazione entrò in funzione nel 1913 insieme alla tratta Bever-Scuol della linea dell'Engadina della Ferrovia Retica.